# Podistera nevadensis
Podistera nevadensis là một loài thực vật có hoa trong họ Hoa tán. Loài này được (A. Gray) S. Watson miêu tả khoa học đầu tiên năm 1887.